# Корвино Сан Квирико
Корвино Сан Квирико (итал. Corvino San Quirico) је насеље у Италији у округу Павија, региону Ломбардија.
Према процени из 2011. у насељу је живело 1092 становника. Насеље се налази на надморској висини од 204 м.

## Становништво
| 1936. | 1951. | 1961. | 1971. | 1981. | 1991. | 2001. | 2011. |
| ----- | ----- | ----- | ----- | ----- | ----- | ----- | ----- |
| 1.571 | 1.425 | 1.349 | 1.219 | 1.261 | 1.164 | 1.092 | 1.034 |